# Chiesa di Santa Maria Assunta e di Sant'Iacopo
La chiesa di Santa Maria e di San Iacopo è un edificio sacro che si trova in località Lammari a Capannori.

## Storia e descrizione
Citata nel 904, fu ricostruita alla fine dell'XI secolo. Nel XVIII secolo fu rialzata e dotata di cupola e transetto. La facciata e il fianco sinistro sono le uniche parti che conservano tracce del paramento originario, con resti dell'apparato decorativo: un portale con lunetta e ghiera in calcare bianco, e un tratto del coronamento ad archetti pensili sostenuti da mensole con ornamenti fitomorfi e animali alternati a motivi ad ovoli e dentelli. In facciata, sopra il quattrocentesco portale di Marco da Como (1456), sono inseriti tre bassorilievi, parte originariamente della tomba del pievano Lieto, legata all'attività di Biduino (seconda metà del XII secolo). All'interno, tra le sculture, si deve menzionare innanzitutto il tabernacolo con Cristo in Pietà di Matteo Civitali (1496-1501), un San Leonardo in terracotta della seconda metà del XVI secolo, due Angeli in marmo ancora anonimi della cappella dei Santissimo, il fonte battesimale e il tabernacolo (1504). 
Tra i dipinti, va menzionata la Madonna con il Bambino e i Santi Antonio Abate, Bartolomeo e Nicola di Bari di Agostino Marti, che il restauro completato nel 2022 ha rilevato un'opera di altissima qualità, collocabile tra 1505 e 1510 circa.
La chiesa conserva anche una Natività di Gherardo delle Catene. 
In controfacciata, su di una cantoria del 1681, è collocato un prezioso organo di Domenico Cacioli (seconda metà del Seicento). Il campanile ospita un concerto di 4 campane più due campanoni, i quali, con i rispettivi pesi di 28 e 32 quintali, risultano le campane più grandi della provincia di Lucca e fra le più grandi montate sui campanili in Italia. Le campane furono fuse dalla Fonderia Lera, che si trovava a pochi passi dal campanile.